# Cuves, Manche
Cuves är en kommun i departementet Manche i regionen Normandie i norra Frankrike. Kommunen ligger i kantonen Brécey som tillhör arrondissementet Avranches. År 2022 hade Cuves 263 invånare.

## Befolkningsutveckling
Antalet invånare i kommunen Cuves
| Referens: INSEE |